# Janusz Zygmunt Beer
Janusz Zygmunt Beer (ur. 18 kwietnia 1930 w Warszawie, zm. 17 października 2013 w Rockville) – polski i amerykański chemik, fizyk i matematyk, badacz promieniowania, specjalista w zakresie fotobiologii i radiobiologii.

## Życiorys
Absolwent Państwowego Gimnazjum i Liceum im. Stefana Batorego w Warszawie (matura 1948). W 1964 otrzymał stopień doktora nauk matematyczno-fizycznych na Uniwersytecie Warszawskim, a w 1976 uzyskał habilitację z nauk biologicznych na tej samej uczelni. Wieloletni pracownik Instytutu Badań Jądrowych na Żeraniu. Od 1978 na emigracji w USA. Wieloletni pracownik naukowy Center for Devices & Radiological Health Food & Drug Administm w Rockville. Był autorem licznych artykułów i publikacji naukowych na temat między innymi rakotwórczego działania promieni UV czy dziedzicznych zmian w napromieniowanych komórkach ssaków.